# Tarariras
Tarariras est une ville de l'Uruguay située dans le département de Colonia. Sa population est de 6 070 habitants.
Elle est l'une des villes les plus importantes du département par sa population.

## Histoire
La ville a été fondée en 1892.

## Population
| Année | Population |
| ----- | ---------- |
| 1963  | 2.967      |
| 1975  | 4.489      |
| 1985  | 5.305      |
| 1996  | 6.174      |
| 2004  | 6.070      |

Référence,.
Elle est la ville de naissance de l'ancien joueur de football de Montpellier Facundo Píriz.

## Gouvernement
Le maire de la ville est Diana Olivera.